# Marie Améro
Anne Pierrette Maronnat, dite Marie Améro le 3 avril 1838 à Luzy dans le département de la Nièvre et morte le 30 décembre 1913 à Neuilly-sur-Seine, est une écrivaine française, connue sous le nom de plume de Daniel Arnauld.

## Biographie
Elle est l'épouse de l'écrivain Constant Améro.

## Œuvres
- Annamites et Chinois, Paris, Éditions Firmin-Didot et Cie, 1889, (BNF 30016314)
- Fakirs et jongleurs, Paris, Éditions Firmin-Didot et Cie, 1889, 64 p. (BNF 30016316)
- Mounza, récits africains, Paris, Éditions Firmin-Didot et Cie, 1889,(BNF 30016324)
- Le Seigneur Tigre, le buffle, le naja, l'hippopotame et le singe, Paris, Éditions Firmin-Didot et Cie, 1889, (BNF 30016326)
- La Fille du vigneron, Paris, Lecène, Oudin et Cie, 1890, (BNF 30016319)
- Un Cœur de mère; Au Soleil d'Alsace ; La Petite Femme ; Le Maître de chapelle ; L'Arbre de mai ; Un Heureux coup d'épée ; Thérésine ; Le Rêve et la vie ; L'Oreille noire ; Un Vieux Loup de mer, Paris, Librairie Delagrave, 1894, (BNF 30016327)
- La Vie au désert. Scènes et tableaux, Paris, Éditions Firmin-Didot et Cie, 1894, (BNF 30016329)
- Du Gange au Fleuve-Rouge, récits anecdotiques, Paris, A. Hatier, 1895, (BNF 30016315)
- Fanfan et Babi, Paris, Éditions A. Taffin-Lefort, 1895, 108 p. (BNF 30016317)
- Fille de Lorraine, Paris, Lecène, Oudin et Cie, 1895, (BNF 30016318)
- La Mission de Mona, Paris, Société française d’imprimerie et de librairie, 1898, (BNF 30016323)
- Le Noël du petit Berthold, Paris, Éditions A. Taffin-Lefort, 1898, (BNF 30016325)
- Grain-de-Sel et Poule-d'eau. Aventures de deux jeunes Français chez les Patagons, Paris, Éditions Firmin-Didot et Cie, 1902, 157 p. (BNF 31716669)
- L’Étoile du nord., Paris, Éditions Firmin-Didot et Cie, 1903, 144 p. (BNF 31716668)
- Jan le Boër, Paris, Société française d’imprimerie et de librairie, 1904, 318 p. (BNF 31716670)
- Le Calvaire de Roseline, Paris, Société française d’imprimerie et de librairie, 1911, 315 p. (BNF 31716664)
- Le Serment d’Aliette, Paris, Société française d’imprimerie et de librairie, s.d., 223 p. (BNF 31716675)